# Elmo Lieftink
Elmo Lieftink (Deventer, 22 februari 1994) is een Nederlands voetballer die doorgaans speelt als middenvelder. In juli 2025 verruilde hij FC Wezel Sport voor SV TEC.

## Clubcarrière
Lieftink speelde in de jeugd van DVV Davo, voor hij in 2004 terechtkwam bij Vitesse. Voor die club zat hij voor het eerst op de reservebank in de Eredivisie op 21 december 2013. In 2015 verlengde de middenvelder zijn verbintenis met een jaar, tot medio 2016. Uiteindelijk zou hij in drie seizoenen Vitesse niet in actie komen in de hoofdmacht, ondanks dat hij meerdere malen als reservespeler op de bank zat. Lieftink sloot zich in de zomer van 2016 aan bij Willem II. Door een blessure kreeg hij echter toch geen contract aangeboden. Wel mocht hij bij de Tilburgse club aan zijn revalidatie werken.
In september bleek Lieftink alsnog fit genoeg te zijn voor een contract en hij zette zijn handtekening onder een verbintenis voor de duur van één seizoen. Zijn debuut voor de Tilburgers maakte de middenvelder uiteindelijk op 16 december 2016, toen met 2-1 gewonnen werd van sc Heerenveen. Een eigen doelpunt van Freek Heerkens werd ongedaan gemaakt door twee treffers van Fran Sol. Lieftink begon aan het duel als wisselspeler, maar van coach Erwin van de Looi mocht hij in de achtentachtigste minuut als vervanger van Erik Falkenburg het veld betreden. In de zes competitiewedstrijden die daarop volgden mocht hij in de basiself starten. In maart 2017 werd een optie in zijn contract gelicht waarmee dat werd verlengd tot medio 2019. Op 23 september 2017 maakte Lieftink zijn eerste doelpunt in het professionele voetbal. Tegen sc Heerenveen opende hij na twaalf minuten de score. Door doelpunten van Stijn Schaars en Yuki Kobayashi zouden de bezoekers de wedstrijd alsnog met 1-2 winnen. Lieftink zelf werd zeventien minuten voor het einde van de wedstrijd vervangen door Jordy Croux.
Tijdens het seizoen 2018/19 kwam Lieftink achtmaal in actie, dertien keer minder dan het jaar ervoor. In de daaropvolgende transferzomer mocht hij transfervrij vertrekken en hij besloot terug te keren naar zijn geboortestad Deventer. Hier tekende hij een contract voor één jaar bij Go Ahead Eagles, met een optie op een seizoen extra. In april 2020 maakte De Graafschap bekend de middenvelder transfervrij over te nemen van Go Ahead. In Doetinchem tekende Lieftink voor twee seizoenen, met een optie op een jaar extra. Deze optie werd niet gelicht en na het aflopen van zijn verbintenis tekende hij voor drie jaar bij Helmond Sport. Na twee van deze drie seizoenen vertrok Lieftink uit Helmond, om voor FC Wezel Sport te gaan spelen. Na een jaar besloot hij terug te keren naar Nederland, om bij SV TEC te tekenen.

## Clubstatistieken
| Seizoen | Club            | Competitie      | Competitie | Competitie | Beker | Beker | Internationaal | Internationaal | Totaal | Totaal |
| Seizoen | Club            | Competitie      | Wed.       | Dlp.       | Wed.  | Dlp.  | Wed.           | Dlp.           | Wed.   | Dlp.   |
| ------- | --------------- | --------------- | ---------- | ---------- | ----- | ----- | -------------- | -------------- | ------ | ------ |
| 2013/14 | Vitesse         | Eredivisie      | 0          | 0          | 0     | 0     | —              | —              | 0      | 0      |
| 2014/15 | Vitesse         | Eredivisie      | 0          | 0          | 0     | 0     | —              | —              | 0      | 0      |
| 2015/16 | Vitesse         | Eredivisie      | 0          | 0          | 0     | 0     | 0              | 0              | 0      | 0      |
| 2016/17 | Willem II       | Eredivisie      | 15         | 0          | 0     | 0     | —              | —              | 15     | 0      |
| 2017/18 | Willem II       | Eredivisie      | 21         | 1          | 3     | 0     | —              | —              | 24     | 1      |
| 2018/19 | Willem II       | Eredivisie      | 8          | 0          | 1     | 0     | —              | —              | 9      | 0      |
| 2019/20 | Go Ahead Eagles | Eerste divisie  | 29         | 6          | 3     | 0     | —              | —              | 32     | 6      |
| 2020/21 | De Graafschap   | Eerste divisie  | 37         | 9          | 3     | 0     | —              | —              | 40     | 9      |
| 2021/22 | De Graafschap   | Eerste divisie  | 26         | 2          | 2     | 0     | —              | —              | 28     | 2      |
| 2022/23 | Helmond Sport   | Eerste divisie  | 31         | 3          | 1     | 0     | —              | —              | 32     | 3      |
| 2023/24 | Helmond Sport   | Eerste divisie  | 17         | 0          | 1     | 0     | —              | —              | 18     | 0      |
| 2024/25 | FC Wezel Sport  | Tweede afdeling | 25         | 1          | 0     | 0     | —              | —              | 25     | 1      |
| 2025/26 | SV TEC          | Derde divisie   | 0          | 0          | 0     | 0     | —              | —              | 0      | 0      |
| Totaal  | Totaal          | Totaal          | 209        | 22         | 14    | 0     | 0              | 0              | 223    | 22     |

Bijgewerkt op 4 juli 2025.